# Ardez
Ardez (antiguamente en alemán Steinsberg) era una comuna suiza del cantón de los Grisones, ubicada en el distrito de Inn, círculo de Sur Tasna, en el valle de la Engadina. Desde el 1 de enero de 2015 forma parte de la comuna de Scuol, tras su fusión con las comunas de Sent, Ftan, Guarda y Tarasp.
La población se caracteriza por una cantidad significativa de hablantes del dialecto bajo engadino del romanche.